# Eta-jima
Eta-jima (江田島) est une île de la baie de Hiroshima qui appartient à la préfecture d'Hiroshima. L'île se trouve à 6 km au large de la ville de Kure à laquelle elle est reliée via l'île de Kurahashi.
Le 1er novembre 2004, les 4 bourgs de l'île fusionnent pour former la ville d'Etajima. 

## Activités navales
Sur l'ile d'Etajima sont installés de longue date l'École navale — autrefois École navale impériale du Japon, aujourd'hui  base d'Itajima de la Force maritime d'autodéfense japonaise — et le Musée d'histoire navale du Japon. 